# Sophronica fuscoscapa
Sophronica fuscoscapa là một loài bọ cánh cứng trong họ Cerambycidae.